# Хмуренко Максим Олександрович
Макси́м Олекса́ндрович Хмуре́нко — сержант Збройних сил України, учасник російсько-української війни, що відзначився під час російського вторгнення в Україну в 2022 році.
Несе військову службу в складі 40-го окремого мотопіхотного батальйону «Кривбас». Відзначився в боях під час виходу з Дебальцевського оточення, був поранений, обломками БМП поламало ребра. Указом Президента України у грудні 2015 року нагороджений орденом «За мужність» III ступеня.

## Нагороди
- орден «За мужність» II ступеня (2022) — за особисту мужність і самовіддані дії, виявлені у захисті державного суверенітету та територіальної цілісності України, вірність військовій присязі[5].
- орден «За мужність» III ступеня (2015) — за особисту мужність і самовідданість, виявлені у захисті державного суверенітету та територіальної цілісності України, високий професіоналізм, вірність військовій присязі.